# (8868) Hjorter
(8868) Hjorter (1992 EE7) – planetoida z pasa głównego asteroid okrążająca Słońce w ciągu 5,31 lat w średniej odległości 3,04 au. Odkryta 1 marca 1992 roku.